# Національна бібліотека імені Фірдоусі
Національна бібліотека імені Фірдоусі — національна бібліотека у столиці Таджикистану місті Душанбе; головне національне книгосховище, методичний осрередок і провідна науково-дослідницька установа держави. Фонди сховища перевищують 3 млн томів, з-поміж яких раритети — понад 2 тисячі рукописів Рудакі, Фірдоусі, ібн Сіни, Сааді.

## Загальні дані
Національна бібліотека імені Фірдоусі розташована на головній магістралі Душанбе в спеціально зведеній за СРСР будівлі за адресою:
пр. Рудакі, буд. 36, м. Душанбе—734025 (Республіка Таджикистан).
Будівля бібліотеки зведена з використанням східних мотивів за проектом архітектора С. Л. Анисимова, за участю скульптора Є. А. Татаринова та інженера Є.Л. Барсукова.
Бібліотека має 8 читальних зал, і здатна обслужити одночасно тисячу читачів. 
У закладі працюють понад 100 висококваліфікованих фахівців.

## З історії бібліотеки
Центральна бібліотека тодішньої Таджицької РСР була заснована в січні 1933 року на базі міської бібліотеки. 
У наступному (1934) році з нагоди тисячолітнього ювілею Абулкасима Фірдоусі бібліотека була названа на його честь.
У 1993 році, вже в незалежному Таджикистані, бібліотеці був присвоєний статус Національної бібліотеки Республіки Таджикистан. 
Від 1998 року бібліотека є членом Бібліотечної Асамблеї Євразії.
Згідно з Постановою Уряду Республіки Таджикистан від 17 квітня 2001 року в Національній бібліотеці створено Національний центр міжбібліотечного абонемента СНД.
Нині (2000-ні) Національна бібліотека імені Абулкасима Фірдоусі є цінним об'єктом культурної спадщини народів Республіки Таджикистан, перебуває на особливому режимі охорони та користування. Національна бібліотека є державним закладом культури, національним сховищем наукового та культурного доробку, архівом національної періодики, науково-дослідницьким та інформаційно-культурним центром республіканського значення, і за своїми функціями відповідає вимогам ЮНЕСКО для бібліотек даного типу. 

## Структура, фонди, діяльність
Структура Національної бібліотеки імені Фірдоусі:  
- Адміністрація;
- Відділ обслуживания читателей;
- Відділ восточных рукописей;
- Відділ іноземної літератури;
- Відділ комплектування;
- Відділ обробки літератури і каталогів;
- Відділ зберігання книг;
- Відділ зберігання періодики;
- Відділ Депозитарного зберігання;
- Науково-методичний відділ;
- Науково-дослідницький відділ;
- Відділ автоматизації та комп'ютерних технологій;
- Відділ міжнародних зв'язків та організації культурних заходів;
- Відділ міжбібліотечного абонемента;
- Нотно-музичний відділ;
- Відділ «Таджикистаника».

У Національній бібліотеці в теперішній час (2007) зберігається понад 3 090 000 примірників книжок та інших видань. Особлива гордість установи — це відділ рукописів, де зібрано унікальну скарбницю персько-таджицької літератури, зокрема безцінні рукописи видатних вчених і літераторів доби Середньовіччя: Рудакі, Фірдоусі, ібн Сіни, Сааді. У відділі східних манускриптів зберігається 2 201 одиниця.
Нині Національна бібліотека імені Фірдоусі співробітничає з 60-ма зарубіжними і міжнародними установами та організаціями, акредитованими у Таджикистані, має зв'язки з бібліотеками 20 країн світу.
Бібліотека друкує власні періодичні видання: газету «Хирад» і часопис «Китобдор».